# Epigonation

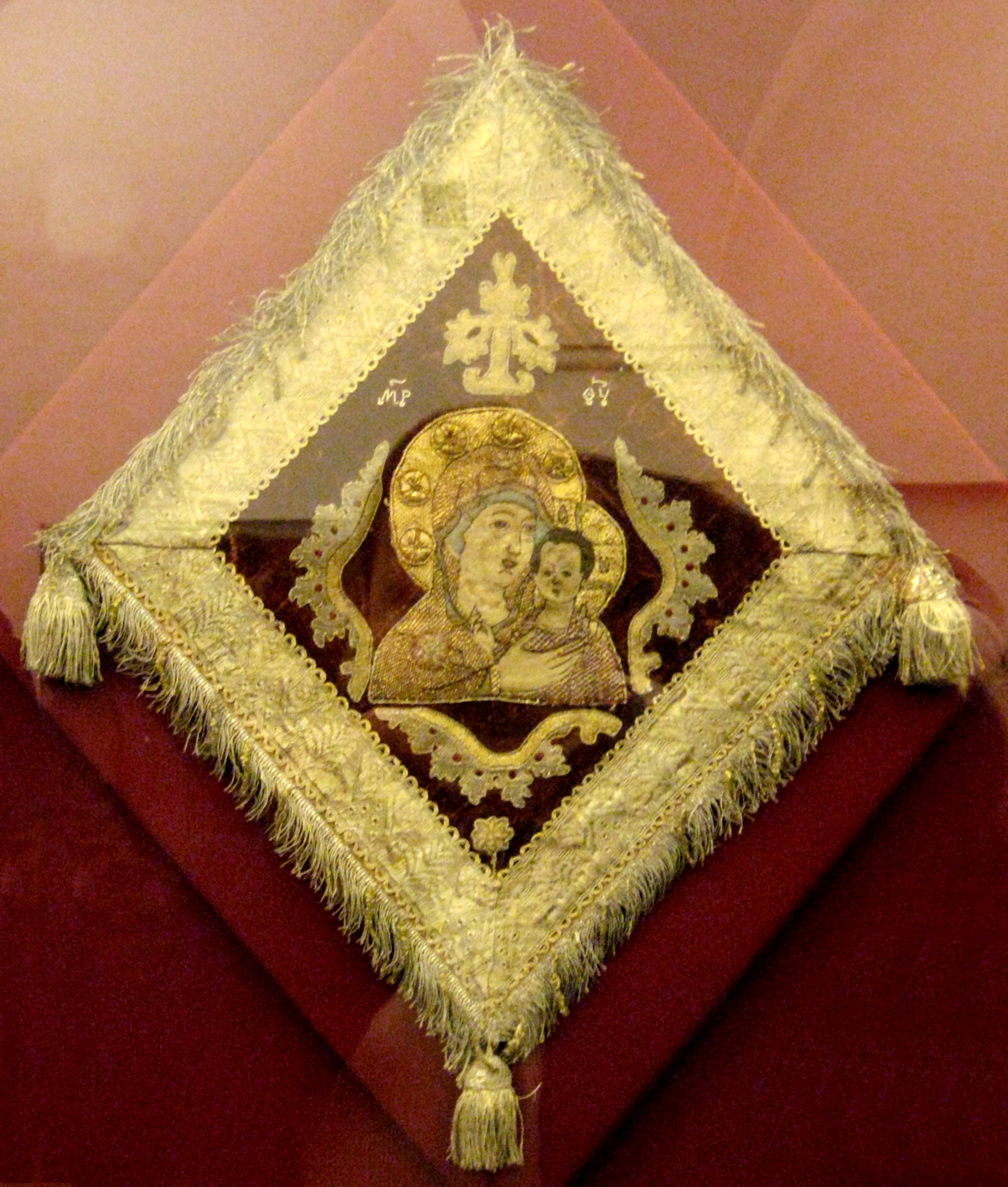
Epigonation

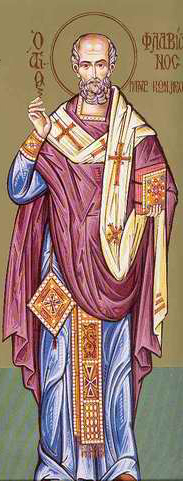
Priester met epigonation

Het Epigonation (uit het Grieks: letterlijk: "op de knie") (Russisch: палица, palitsa) is een kerkelijk ereteken, dat door alle bisschoppen van de Oosters-orthodoxe en Oosters-katholieke kerken wordt gedragen. En verleend wordt door de bisschop aan aartspriesters. Het is een vierkant ruitvormig, stijf gesteven doek, in de vorm van een "wybertje" dat hangt aan een, over de linkerschouder geslagen, lint aan de rechterheup. Het wordt gedragen door archimandrieten en priesters die het voorrecht hebben ontvangen om het te dragen. De bisschoppen dragen het altijd. Het symboliseert het geestelijk zwaard van de bisschop, de Heilige Geest en de kracht van de engelen. Deze tas was oorspronkelijk bedoeld als gevest voor het zwaar van hoge ambtenaren in Byzantium.